# چرخند نرگس
چرخند نرگس یکی از فاجعه‌بارترین بلایای طبیعی در اقیانوس هند بوده‌است. این چرخند که در سال ۲۰۰۸ میلادی رخ داد بخشی از کرانه‌های برمه را به‌شدت در هم نوردید.
برخی منابع، تلفات جانی چرخند نرگس را تا ۱۰۰،۰۰۰ نفر رقم زدند.